# Odo Klose
Odo Klose (* 18. November 1932 in Laband-Waldenau; † 13. Dezember 2020 in Wuppertal) war ein deutscher Industriedesigner und Hochschulprofessor.

## Leben
Odo Klose wurde als zweites Kind in eine Forstfamilie geboren und verbrachte seine ersten Lebensjahre im oberschlesischen Andreashütte. Nach kriegsbedingter Vertreibung aus Schlesien erlebte er die ersten Nachkriegsjahre in Amberg. Nach einer Tätigkeit in der Maxhütte studierte er Maschinenbau an der Technischen Universität München und entdeckte sein Interesse für die Zusammenhänge von Struktur, technischer Form, Formerzeugung sowie deren wechselseitigen Funktionsweisen. Nach dem Studium begann er bei der Siemens AG ab 1958 und wirkte am Aufbau einer zukunftsweisenden Designstrategie mit. Für seinen Entwurf einer hydraulischen Presse erhielt er 1959 den Kulturpreis des Gestaltkreises im Bundesverband der Deutschen Industrie.
In München gründete er 1960 nebenberuflich mit Norbert Schlagheck, einem Kollegen bei Siemens, sein erstes Designbüro. Kurz vorher heiratete er zum ersten Mal und wurde in den Folgejahren Vater zweier Töchter.
1963 wurde er Dozent an der Werkkunstschule Wuppertal und baute eine Werkgruppe für Industriedesign auf. Das Konzept der Vermittlung wurde an der Werkkunstschule in jener Zeit, u. a. mit Albrecht Ade (Grafikdesign) und Werner Schriefers (Grundlehre), neu gedacht. Nach Aufnahme der Lehrtätigkeit zog Klose mit seiner Familie nach Nordrhein-Westfalen, wo er 1968 in den Deutschen Werkbund berufen wurde.
Mit dem Strukturwandel der Hochschulen um 1970 wurde die Werkkunstschule Wuppertal in die neu gegründete Bergische Universität – Gesamthochschule Wuppertal integriert. Klose wurde 1972 zum Professor für Industrial Design berufen. Durch den NRW-Minister für Wissenschaft Johannes Rau wurde er zum Vorsitzenden der Kommission zur Erarbeitung der Prüfungs- und Studienordnung für die Fachrichtung Design ernannt. Kloses technisch ausgerichtetes Modell der Designausbildung wurde damals bundesweit prägend für die neuen Fachhochschulstudiengänge im Design. Er war Jurymitglied der Auszeichnung „Gute Form“. An der Gesamthochschule Wuppertal wirkte Klose als Dekan und Prodekan. Zusätzlich zu seiner Lehrtätigkeit richtete er 1980 ein Design-Studio und Atelier für Industrial Design ein, das die Zusammenarbeit mit der Industrie suchte. Als interdisziplinär schaffender Designer entwickelte er selbst mit großem Erfolg technische Bauteile und engagierte sich ab 1986 als Vorstand in der von den Universitäten Düsseldorf und Wuppertal eingerichteten Gesellschaft für Medizin und Technik.
1994 wurde er an die DAYEH University in Taiwan berufen und entwickelte dort einen Master-Studiengang für Design. Im selben Jahr verstarb seine Ehefrau. Später heiratete er ein weiteres Mal. Das 1980 gegründete Design-Studio Prof. Klose & Partner wurde 2002 aufgelöst. Noch 15 Jahre war Klose tätig.
Kloses gestalterische Lösungen wurden vielfach gewürdigt. Er war Träger von Kultur- und Staatspreisen, er veröffentlichte zahlreiche Schriften und ist in bedeutenden Museen präsent, wie der Neuen Sammlung in München, dem Museum of Modern Art in New York und dem Design-Centre in Tokyo. Der breiten Öffentlichkeit sind die ursprüngliche Gestaltung der Granini-Flasche, des Bübchen-Badezusatzes und das Fahrrad „Confortable“ bekannt.
Odo Klose verstarb Ende 2020 nach schwerer Krankheit.

## Werkverzeichnis (Auswahl)
- Systemdesign. Aufgezeigt am Beispiel der VOSS – Wassertechnik. Institut für Neue Technische Form, Darmstadt, 1976
- Autoform. Das Auto in Design, Kunst und Unterricht. (ISBN 978-3-613-01000-0), Motorbuch Verlag, Stuttgart, 1984
- Die Sitzhaltung bestimmt die Form des Stuhles (ISBN 978-3-926509-03-1), 1989
- Faszination Autodesign, 1991
- Vom Stromhahn zum Tastsensor. Die Wandlungen des Lichtschalters am Beispiel von Gira (ISBN 978-3-928766-69-2), Müller + Busmann, Wuppertal, 2005